# Ribeirão Cascalheira
Ribeirão Cascalheira este un oraș în Mato Grosso (MT), Brazilia.